# Idioma cayubaba
Cayubaba es una lengua extinta, genéticamente no clasificada, de la amazonía de Bolivia. Los descendientes del grupo étnico del mismo nombre habitan en la región del Beni, al oeste el río Mamoré, al norte de Santa Ana del Yacuma con una población de 794 habitantes.
Desde la promulgación del decreto supremo N.º 25894 el 11 de septiembre de 2000 el cayubaba es una de las lenguas indígenas oficiales de Bolivia, lo que fue incluido en la Constitución Política al ser promulgada el 7 de febrero de 2009.

## Situación actual
Como señalan Crevels y Muysken (2012), el territorio cayubaba forma parte de la región históricamente conocida como Mojos (o Moxos), que cubre aproximadamente 200.000 kilómetros cuadrados de lo que hoy es el departamento del Beni. Los cayubabas se dedican sobre todo a la agricultura tradicional, cultivando arroz, yuca, maíz, plátano, caña de azúcar, fríjol, zapallo, camote, etc. También crían ganado, aunque en pequeña escala. La comunidad cayubaba se organiza en la Subcentral Indígena Cayubaba, que está afiliada a la Central Indígena de los Pueblos del Beni (CPIB), y es, por ende, miembro de la Confederación de Pueblos Indígenas del Oriente boliviano (CIDOB).

## Aspectos históricos
El primero en establecer contacto con los cayubabas fue el sacerdote misionero jesuita P. Agustín Zapata en 1693. Como señalan Crevels y Muysken (2012), durante esta primera visita al territorio cayubaba, el padre Zapata pudo ver siete pueblos, de los cuales seis tenían aproximadamente 1800 habitantes y uno incluso más de 2000. A comienzos del siglo XVIII, el P. Antonio Garriga fundó la misión de Exaltación de la Santa Cruz, donde habitan principalmente los cayubabas, y posteriormente se fundaron las misiones de San Carlos, Concepción y las Peñas. A comienzos del siglo XIX, cuando el geólogo y paleontólogo sueco Erland Nordenskiöld visitó a los cayubabas, sólo quedaban unas 100 personas en el grupo que, aparte de su lengua, conservaban ya muy poco de su cultura originaria. 

La región cayubaba era famosa por cultivar tabaco. En la época de la explotación del caucho, la comercialización del tabaco fue intensa en todo el país, y, por lo tanto, Exaltación se convirtió en un puerto concurrido sobre el río Mamoré. A mediados del siglo XX, sin embargo, casi se dejó de cultivar el tabaco por la emigración masiva de Exaltación de los cayubabas, que huían de la epidemia de sarampión que por poco diezmó a la población.

## Clasificación genética
Como indican Crevels y Musken (2012), a pesar de todas las propuestas tentativas para clasificar el cayubaba genéticamente (véase p. ej. Greenberg, 1987; Kaufman, 1990, 1994; Suárez, 1974), la lengua sigue siendo considerada hasta ahora como una lengua aislada.

## Esbozo gramatical

### Fonología
El cayubaba presenta el siguiente sistema de fonemas consonánticos (tomado de Crevels y Muysken, 2012, basado en Key 1961, 1962, 1967): 
|              | Bilabiales | Bilabiales | Alveolares | Alveolares  | Alveo-palatales | Alveo-palatales | Palatal | Palatal | Velares | Velares | Glotal | Glotal |
| Sonorización | -          | +          | -          | +           | -               | +               | -       | +       | -       | +       | -      | +      |
| Oclusivas    | p          | b          | t          | d           |                 |                 |         |         | k       |         |        |        |
| Africada     |            |            |            |             | tʃ              | dʒ              |         |         |         |         |        |        |
| Fricativas   |            | β          | s          |             | ʃ               |                 |         |         |         |         | h      |        |
| Nasales      |            | m          |            | n           |                 | ɲ               |         |         |         |         |        |        |
| Vibrante     |            |            |            | r [ɾ~ l~ d̥] |                 |                 |         |         |         |         |        |        |
| Semivocales  |            | w          |            |             |                 |                 |         | j       |         |         |        |        |

En el cuadro 2, se presenta el sistema de fonemas vocálicos (tomado de Crevels y Muysken, 2012, basado en Key, 1961):
|        | Anteriores | Centrales | Posteriores |
| Altas  | i          |           | u           |
| Medias | e          |           | o           |
| Bajas  | æ          | a         |             |

### Léxico y clases de palabras
En cuanto al léxico y clases de palabras en cayubaba, se puede señalar lo siguiente (Crevels y Muysken, 2012):
- En el cayubaba se distinguen cinco clases mayores de palabras: verbos, p. ej. boro 'dar', tavu 'nadar', sustantivos, p. ej. veje-veje 'viento', ñoko 'mono', pronombres, p. ej. ãre-ai '1SG', ãre-a '2SG', modificadores y partículas, p. ej. kòra 'quizás', ñõhõ 'ahora'.
- En cuanto a los adjetivos, muchos conceptos adjetivales se expresan a través de adjetivos predicativos formados con los afijos pa(+i)+...+ha, como p.ej.: pa-i-ra-ha 'bueno, estar bien', pa-tï-ha 'rojo, es rojo'. En cayubaba es difícil, pues, establecer criterios para una clase de adjetivos distinta de los verbos estativos.
- El cayubaba parece presentar, además, algunos adverbios, como p.ej. pïïrë 'lentamente', irire 'bien'.
- En cayubaba, el sistema numérico básico incluye cinco numerales: karata/kata 'uno', mitia/mite 'dos', kurapa 'tres', chaada/chaad 'cuatro' y me(i)da(ru) 'cinco'. Estos numerales pueden combinarse con el elemento rirobo (irobo/erobo/iro/hiro/kiro) ‘cinco más’ para formar los numerales hasta diez. Los números de 11 a 19 se forman a través del sufijo aumentativo -hiiñe ‘y, además de’. A partir de 100 se usan préstamos del castellano, como p. ej. karata-siento [uno-ciento] 'cien', karata-mirie [uno-mil] 'mil'.

### Morfología
En cuanto a la morfología del cayubaba, se puede señalar lo siguiente (Crevels y Muysken, 2012):
- En lo que respecta a la morfología nominal, el cayubaba muestra procesos de reduplicación plena, p. ej. wïrï-wïrï 'iguana', y parcial, p. ej. uku-ku 'cerdo'. Se distinguen, además, seis procesos complejos y productivos de composición nominal:

| Proceso de composición                                         | Ejemplo                                                                 |
| sustantivo núcleo (poseído) + sustantivo modificador (posesor) | hebë-kafe ‘cáscara de café’                                             |
| secuencia de raíces con significado figurativo                 | ridore-maka ‘año’ (lit. ‘quema-sol’)                                    |
| verbo + sustantivo                                             | vede-ñika ‘dueño de casa’ (lit. ‘tener-casa’)                           |
| elemento onomatopéyico + sustantivo                            | sĩsĩha-ñõko ‘tipo de mono’                                              |
| modificador + sustantivo                                       | chakïrï-hiki ‘maíz suave’ (lit. ‘suave-maíz’)                           |
| modificador + sustantivo + modificador                         | sïsïha-pichï-yïtï ‘pequeña hormiga negra’(lit. ‘pequeño-hormiga-negro’) |

- El plural nominal se expresa a través del proclítico me=, como se observa en (1). En frases nominales, el proclítico me= se anexa al primer elemento de la frase, como se observa en (2).

| (1) | me=i-asi      |
|     | PL=ART-hombre |
|     | 'los hombres' |

| (2) | me=rishò       | raviri |
|     | PL=nuevo       | remo   |
|     | ‘remos nuevos’ |        |

- Los pronombres personales en cayubaba funcionan como elementos independientes, pero realmente derivan de formas verbales. Los pronombres bases, que se presentan en el cuadro 3, derivan, por ejemplo, de la forma verbal existencial ãre ‘hay’, ‘existe’. A esta forma verbal se sufijan los marcadores personales de objeto directo. En el caso de los pronombres plurales, se puede anteponer a los marcadores personales el sufijo -hi ‘estado presente activo’. Estos pronombres podrían ser considerados, entonces, como pronombres presentativos en el sentido de ‘soy yo quien ...’.

|     | Pronombres bases     |
| 1SG | ãre-ai               |
| 2SG | ãre-a                |
| 3SG | ãre-e/ããr-e          |
| 1PI | ãre-ere/ãre-hi-ere   |
| 1PE | ãre-ere/ãre-hi-ere   |
| 2PL | ãre-pere/ãre-hi-pere |
| 3PL | ãre-riki/ãre-hi-riki |

- En cuanto a la morfología verbal, se distinguen procesos de reduplicación y afijación, además de un conjunto de elementos proclíticos y enclíticos. En lo que respecta a la reduplicación, se distinguen distintos tipos, como por ejemplo, la reduplicación [raíz + raíz] en ròmò-ròmò 'arrodillarse' para expresar una acción continua. En cuanto a los procesos de afijación, el verbo puede ser modificado por una serie de prefijos y sufijos que indican sujeto, objeto, tiempo, aspecto, modo, etc., así tenemos, por ejemplo, los prefijos de primera posición que marcan tiempo y aspecto, tales como mara- 'futuro hipotético' en (3) y mera- 'futuro simple' en (4).

| (3) | mara-h-i-bachari-dya           |
|     | FUT.HIP-1SG-CL-informar-2SG.OI |
|     | ‘(Yo) te informaría.’          |

| (4) | mera-h-i-bekere~re-ë                |
|     | FUT-1SG-CL-aprender~CAUS.INC-2SG.OD |
|     | ‘Te enseñaré.’                      |

- El complejo verbal puede ser también modificado por una serie de elementos proclíticos y enclíticos. Entre los elementos proclíticos, se encuentran los proclíticos modales/ evidenciales chui= 'certeza' , manoro= 'casi (seguramente), tener la intención'. Entre los elementos enclíticos, se encuentran los enclíticos locativos, p.ej =jahï ‘abajo’, =puti ‘fuera’, los enclíticos temporales/aspectuales, p.ej. =koidi ‘a veces’, =ñoho ‘ahora’, y los enclíticos relacionales, p.ej. =dyë ‘juntos’, =ma ‘con respecto a una mujer’.

### Sintaxis
En cuanto a la sintaxis del cayubaba, se puede señalar lo siguiente (Crevels y Muysken, 2012):
- El cayubaba no presenta un orden de constituyentes fijo. El único elemento obligatorio en la cláusula es el predicado que generalmente precede al sujeto y los complementos, como se observa en (5). Si el sujeto es un pronombre personal libre, éste parece entonces preceder siempre al predicado, como se observa en (6).

| (5) | ari-a-ñuhu                       | kita | ki=tò̃rene | dy-a-ñika-che            |
|     | CMPL-INTL-traer                  | agua | ART-mujer | COM.LOC-3SG-casa-3SG.POS |
|     | ‘La mujer trajo agua a su casa.’ |      |           |                          |

| (6) | ãree                                 | a-poërëre-ha   | karata | toro-takorako | mitia | takorako |
|     | PRO:3SG                              | CL-comprar-RES | uno    | M-gallina     | dos   | gallina  |
|     | ‘Él compra un gallo y dos gallinas.’ |                |        |               |       |          |

- En lo que respecta a la frase nominal, el modificador precede al núcleo, como se muestra en (7). Sin embargo, el elemento posesor sigue al elemento poseído, como se observa en (8).

| (7) | mitia         | tò̃rene |
|     | dos           | mujer  |
|     | ‘dos mujeres’ |        |

| (8) | avope                   | ki=ñeatò̃rene |
|     | padre                   | ART-mi.mujer |
|     | ‘el padre de mi esposa’ |              |

- En cayubaba, se observan procesos de incorporación, como en (9), que consisten en la incorporación del objeto directo en el verbo con el cual forma parte del mismo grupo acentual.

| (9) | mera-h-i-dïkï-ñika       | ãrehidya   |
|     | FUT-1SG-CL-hacer-casa    | PRO:2SG.OI |
|     | ‘Te construiré la casa.’ |            |

- El cayubaba presenta, además, diferentes procesos de subordinación. El proclítico ki= en su función subordinadora, por ejemplo, es utilizado para marcar complementos, como en (10), y también puede cumplir una función subordinadora adverbial, como en (11). También se distinguen conjunciones que marcan cláusulas subordinadas y ocurren al inicio de la frase, como p. ej. chu 'porque' en (12).

| (10) | ye-pe-h-a-ve-dya                   | ki-h-i-hudyuhi-a            |
|      | NEG-siempre-1SG-CL-decir-2SG.OI    | SUB-1SG-CL-abandonar-2SG.OD |
|      | ‘Te digo que jamás te abandonaré.’ |                             |

| (11) | ki-t-i-bòechò              | k-a-ukuku-che         |
|      | SUB-3SG-CL-vender          | ART-3SG-cerdo-3SG.POS |
|      | ‘cuando vendió su chancho’ |                       |

| (12) | chu                | h-i-bachari-e       |
|      | porque             | 1SG-CL-contar-3SG.O |
|      | ‘porque le cuento’ |                     |

## Literatura
- Crevels, Mily y Muysken, Pieter (2012). Cayubaba. En: Mily Crevels y Pieter Muysken (eds.) Lenguas de Bolivia, tomo II Amazonía, 341-374. La Paz: Plural editores. (en prensa)
- Greenberg, Joseph H. (1987). Language in the Americas. Stanford: Stanford University Press.
- Kaufman, Terrence (1990). Language history in South America: What we know and how to know more. En: Doris L. Payne (ed.) Amazonian Linguistics: Studies in Lowland South American Languages, 13-73. Austin (TX): University of Texas Press.
- Kaufman, Terrence (1994). The native languages of South America. En: Christopher Moseley y R. E. Asher (eds.) Atlas of the World’s Languages,46-76. Londres: Routledge.
- Key, Harold (1961). Phonotactics of Cayuvava. International Journal of American Linguistics 27: 143-50.
- Key, Harold (1962). Fonotácticas del cayuvava [Notas Lingüísticas de Bolivia 4]. Cochabamba: Instituto Lingüístico de Verano.
- Key, Harold (1967). Morphology of Cayuvava [Janua Linguarum, series practica 53]. La Haya: Mouton.
- Suárez, Jorge (1974). South American Indian languages. Encyclopaedia Britannica, 15th edition, 17: 105-112.